# Joseph Carl Robnett Licklider
Joseph Carl Robnett Licklider (né le 11 mars 1915 - décédé le 26 juin 1990) est un informaticien américain aussi connu sous les noms de J.C.R. ou Lick.
Après des premiers travaux en psychoacoustique, il s'intéressa très vite aux technologies de l'information. À l'instar de Vannevar Bush, les idées de J.C.R. Licklider contribuèrent au développement de l'Internet. Il anticipa l'interconnexion en réseau des ordinateurs dotés d'interfaces utilisateurs ergonomiques et design. Il imagina bien avant leur naissance l'informatique graphique, les interfaces basées sur des dispositifs de pointage, les bibliothèques numériques, le commerce électronique, la banque en ligne, et même l'idée des programmes distants qui migreraient via le réseau où l'on aurait besoin d'eux. On le dénomma « le pionnier de l'informatique », pour avoir semé les « graines informatiques » de l'ère numérique.
Licklider eut un rôle particulièrement important dans la conception, le financement et la gestion de la recherche qui a conduit à l'ordinateur personnel et à l'Internet. Son papier sur la symbiose Homme-Machine (Man-Computer Symbiosis) préfigure l'informatique interactive et il continua de financer les premiers efforts sur le temps partagé et le développement d'application, le plus notable étant le travail de Douglas Engelbart qui fonda le Augmentation Research Center au Stanford Research Institute et créa le fameux On-Line System. Il joua un rôle similaire en concevant et finançant les premières recherches sur les réseaux et notamment ARPANET. Son papier de 1968 sur L'Ordinateur comme outil de communication (The Computer as a Communication Device) prédit l'utilisation de réseaux d'ordinateurs pour des groupes ayant les mêmes centres d'intérêt ainsi que la collaboration sans critères de localisation.
En 2013, il a été admis, à titre posthume, au temple de la renommée d'Internet, dans la catégorie des pionniers.

## Biographie
Enfant unique, fils de vendeur, Licklider est né dans la ville de Saint-Louis, aux États-Unis. Il montra très tôt des talents d'ingénieur, en construisant des maquettes d'avions. Cette passion ne le quitta jamais : il passa sa vie à restaurer de vieilles voitures.

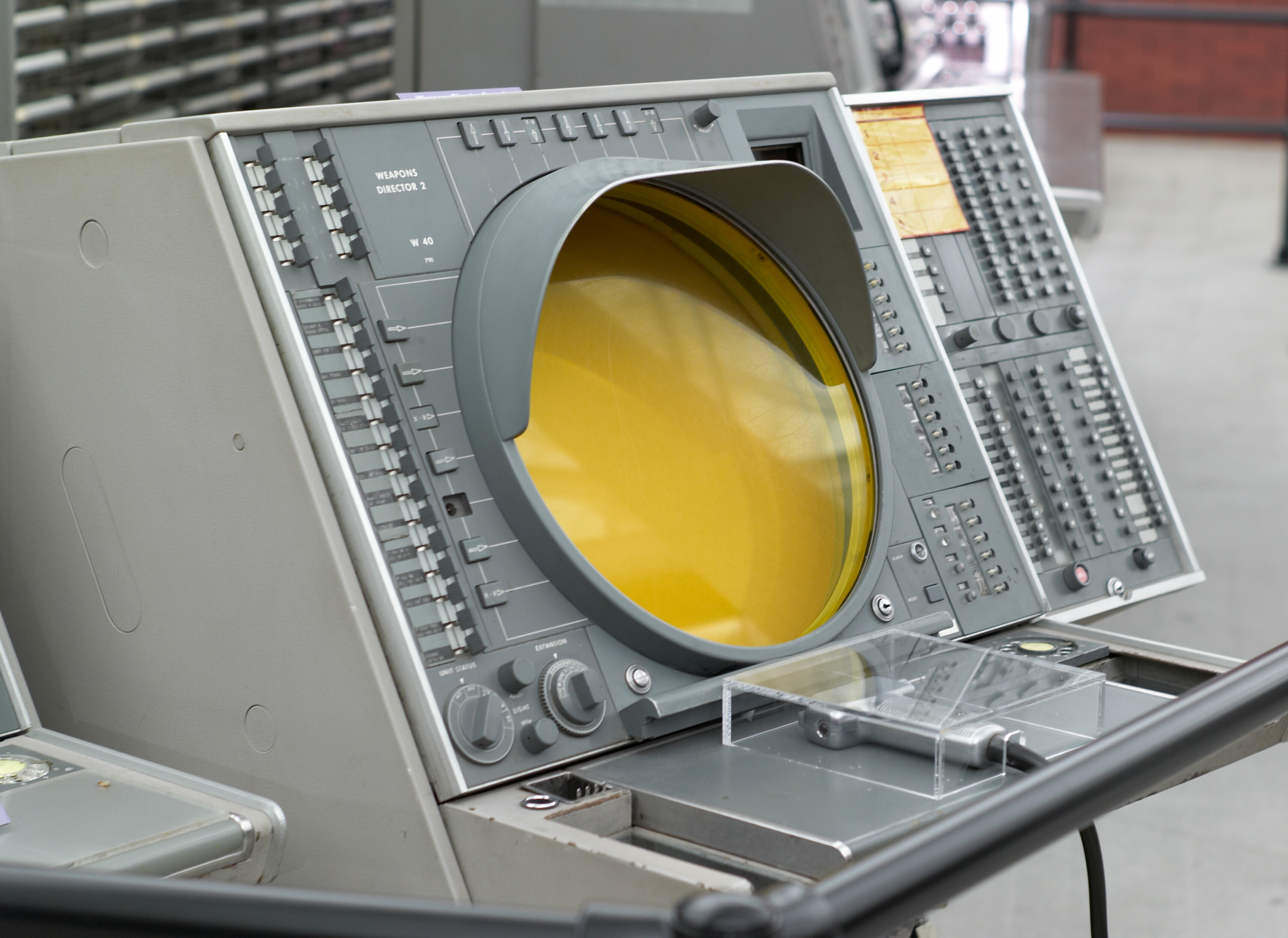
Un terminal SAGE.

Il étudia à l'université Washington de Saint-Louis, où il obtint un BA en 1937, (physique, maths et psychologie), et un master de psychologie en 1938. Il passera un doctorat en psychoacoustique de l'université de Rochester en 1942, et travailla au laboratoire de psycho-acoustique à université Harvard de 1943 à 1950.  Il commença à s'intéresser aux technologies de l'information et alla au Massachusetts Institute of Technology (MIT) en 1950 en tant que professeur associé où il fit partie du comité qui fonda le MIT Lincoln Laboratory et établit un programme en psychologie pour les élèves ingénieur. Il travailla pendant la guerre froide sur un projet appelé Semi-Automatic Ground Environment (plus connu sous son acronyme : SAGE) conçu pour créer un système de défense aérien. Le système SAGE comportait des ordinateurs qui collectaient et présentaient des données à un opérateur humain qui alors prenait la décision appropriée. En 1957, il devint vice-président de Bolt Beranek and Newman, Inc., où il acheta la première production de l'ordinateur PDP-1 et conduisit la première démonstration publique de temps partagé. Il fut élu président de la Acoustical Society of America en 1958.
En 1960, Licklider écrit son fameux papier Man-Computer Symbiosis, qui soulignait le besoin d'une interaction plus simple entre les ordinateurs et leurs utilisateurs. Licklider fut reconnu comme l'un des précurseurs de la cybernétique et de l'Intelligence artificielle. Contrairement à la plupart des acteurs de l'intelligence artificielle, Licklider ne pensa jamais que l'Homme puisse être remplacé par un être basé sur l'ordinateur. Ainsi il écrivit dans cet article « Les hommes fixeront les buts, formuleront des hypothèses, détermineront des critères et exécuteront les évaluations. Les ordinateurs feront le travail que l'on peut mettre en routine qui doit être fait pour préparer les idées et les décisions liées à la pensée technique et scientifique. (Men will set the goals, formulate the hypotheses, détermine the criteria, and perform the evaluations. Computing machines will do the routinizable work that must be done to prepare the way for insights and decisions in technical and scientific thinking.) »
Licklider énonça pour la première fois des idées relatives à un réseau global d'ordinateurs en 1962, à BBN, dans une série d'articles traitant du concept de réseau galactique. Ces idées englobaient déjà presque tout ce qu'internet est aujourd'hui. L'article l'ordinateur comme outil de communication, dans Science and Technology, avril 1968, illustre sa vision des applications en réseau.
En octobre 1962, Licklider fut nommé responsable du Bureau des Techniques de Traitement de l'Information (IPTO) à l'ARPA, organisme de défense américain chargé des projets de recherche avancée. Il réussira notamment à convaincre Robert Taylor de l'importance du concept de réseau en boucle d'ordinateurs. Pendant deux ans, il finança le projet MAC pour construire un puissant ordinateur central devant répondre à 30 utilisateurs simultanés assis chacun à un terminal de type machine à écrire. Il finança des projets similaires à l'université Stanford, à l’université de Californie à Los Angeles, ainsi qu'au Laboratoire d'Amélioration de la Connaissance à l'Institut de recherche Stanford, dirigé par Douglas Engelbart qui inventa plus tard la souris.
En 1968, J. C. R. Licklider devint directeur du projet MAC au MIT et professeur au département de Génie électrique. Le projet MAC a donné naissance au premier système à temps-partagé, le CTSS, et à l'un des premiers environnements interactifs via le développement de Multics, dont les travaux débutèrent en 1964. Multics a servi de contre-exemple aux développeurs du système d'exploitation Unix (d'où le jeu de mots entre multi et uni), qui s'est répandu à partir des années 1970.
En 1985, il prit sa retraite et devint professeur émérite. Il s'éteignit à Arlington.